# Casimiro Ara
Casimiro Ara (Trino, 19 febbraio 1813 – Il Cairo, ottobre 1883) è stato un politico italiano.

## Biografia
Nato a Trino, nel circondario di Vercelli, da Giuseppe Maria Ara, causidico, e da Irene Albasio; nipote degli zii Casimiro Antonmaria Ara, aiutante maggiore nel Reggimento Piemonte, coinvolto nella congiura militare di Santorre di Santa Rosa, venne condannato in contumacia a 10 anni di carcere, riparò in Inghilterra; e di Pio Sesto Ara, notaio e segretario della Prefettura di Vercelli, "propenso alla Costituzione; complice col Vancini negli avvenimenti politici del 13-3-1821 a Vercelli".
Studiò a Torino dove si laureò in giurisprudenza nel 1837. Esercitò l'avvocatura fino a che venne eletto deputato al governo subalpino e poi nel Parlamento italiano in rappresentanza dei collegi di Trino, Oneglia, Crescentino, Mondovì e Torino.
Con decreto del 20 luglio 1859 venne incaricato Commissario regio straordinario a Forlì da La Marmora.
Alla Camera fu, fra l'altro, relatore della Commissione d'inchiesta sui fatti avvenuti a Torino (1864) a proposito della Convenzione di settembre.
Lasciò la Camera nel 1870, per assumere la presidenza della società Canali Cavour.
Abbandonata la vita parlamentare, su incarico del governo italiano si trasferì in Egitto come avvocato della Corona, dove ebbe pubblici uffici e onorificenze.

## Altri incarichi
- Consigliere municipale di Torino
- 1867-1876: Consigliere provinciale di Torino
- 1871-1872: Consigliere della deputazione provinciale di Torino

## Scritti
- Il giovine avvocato, opuscolo di nozioni pratiche per l'esercizio del patrocinio, Torino, Fory e Dalmazzo, 1854
- Inchiesta amministrativa dei fatti avvenuti in Torino nei giorni 21 e 22 settembre 1864 dalla Giunta Municipale affidata al Consigliere Comunale avvocato Casimiro Ara, Ufficiale dell'Ordine dei Santi Maurizio e Lazzaro, Deputato al Parlamento Nazionale, Torino, per gli eredi Botta, 1864